# Cecilia Zandalasini
Cecilia Zandalasini, née le 16 mars 1996 à Broni (Italie), est une joueuse italienne de basket-ball, évoluant au poste d'arrière-ailière à Fenerbahçe.

## Biographie
Meilleure joueuse du championnat d'Europe U16 en 2012 (14,7 points, 8,6 rebonds et 1,9 passe décisive), elle est sélectionnée dès 2014 en équipe nationale senior et dispute les qualifications de l'Euro 2015. L'équipe nationale U18 avec laquelle elle le Championnat d'Europe U18 en 2013 accroche une sixième place étant cependant la meilleure de son équipe avec des statistiques de 13,8 points à 38,8% , 6,3 rebonds et 1,7 passe décisive.
Espoir du basket-ball italien, elle a à 18 ans des moyennes de 15,7 points et 6,1 rebonds avec GEAS Sesto San Giovanni en ligue 2 italienne et signe pour l'année 2014-2015 avec le club d'Euroligue Famila Schio. En septembre 2014, elle est évaluée par ESPN quatrième meilleure joueuse de sa génération à l'âge de l'entrée à l'université, juste devant l'espagnole Angela Salvadores, soit les meilleurs classements pour des joueuses européennes.
En 2014-2015, ses statistiques sont de 5,5 points et 2,8 rebonds en championnat et 4,3 points et 3,3 rebonds en Euroligue avant de disputer le championnat d'Europe U20 où la France défait l'Italie (11,1 points et 5,2 rebonds pour Zandalasini) en quarts de finale, puis de confirmer son engagement avec Schio pour la saison suivante.
Elle dispute la fin de la saison WNBA 2017 et est de nouveau signée pour la signée suivante par le Lynx du Minnesota.

## Club
- 2013-2014 :  GEAS Sesto San Giovanni
- 2014-2018 :  Famila Schio
- 2018-2021 :  Fenerbahçe İstanbul
- 2021-… :  Virtus Bologne

- 2017-2018  :  Lynx du Minnesota

## Palmarès
- Médaille d'argent au Championnat d'Europe U16 en 2012[2]

## Distinctions individuelles
- Désignée Meilleur cinq de l'Euroligue : 2020[9]